# Padang Sidempuan
Padang Sidempuan è una città dell'Indonesia, situata nella provincia di Sumatra Settentrionale.